# Harju laht
Harju laht är en vik i Estland.   Den ligger i landskapet Saaremaa (Ösel), i den västra delen av landet, 140 km sydväst om huvudstaden Tallinn.